# Yaa Adu-Ampomabrug

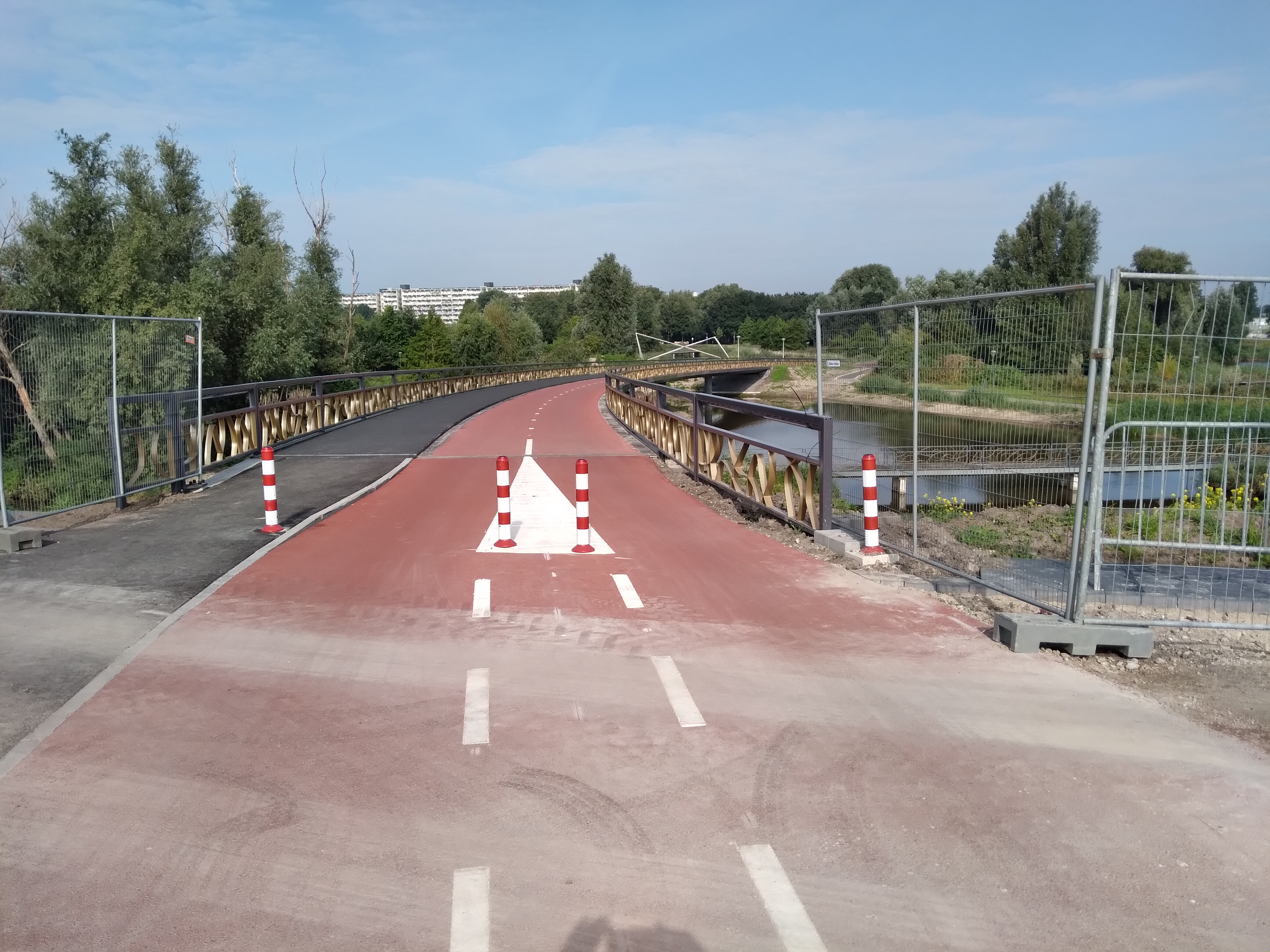
Yaa Adu-Ampomabrug (Reigersbospadbrug) vanaf de tunnel (september 2021)

De Yaa Adu-Ampomabrug (tot 2023 Reigersbospadbrug) is een bouwkundig kunstwerk in Amsterdam-Zuidoost.

## Oude situatie (1980-2014)
Het Reigersbospad is een van de voet- en fietspaden die het stadsdeel Amsterdam-Zuidoost doorsnijden. Het begint bij het Anton de Komplein en loopt zuidwaarts tot aan de wijk Reigersbos. Vanwege de gescheiden verkeersstromen en de waterwegen in het stadsdeel waren in het pad diverse kunstwerken nodig. Een grote kruising werd ingepland bij de aanleg van de Gaasperdammerweg, hier arriverend op de grens van 1979/1980. Het pad kroop onder die rijksweg door met vier kunstwerken, van noord naar zuid: 
- Brug 1177 in het pad over een afwateringstocht
- brug 1085 over het pad onder een toerit naar de rijksweg
- brug 223P over het pad onder de rijksweg zelf
- brug 1086 over het pand onder een afrit van de rijksweg

### Bruggen 1085/1086
De viaducten 1085 en 1086 werden in 1979 ontworpen door architect Dirk Sterenberg van de Dienst der Publieke Werken. Amsterdam was verantwoordelijk voor de kunstwerken in toe- en afritten, Rijkswaterstaat voor het viaduct in de rijksweg. Bijzonder aan de viaducten uit 1980/1981 was dat niet alleen een voet- en fietspad overspannen moest worden, maar ook een ruiterpad. Sterenberg moest in korte tijd veel bruggen voor Amsterdam-Zuidoost ontwerpen en kopieerde een van zijn eigen ontwerpen voor de viaducten op deze plek. Ze zijn herkenbaar aan de schildvormige balustraden met leuning. De viaducten zijn opgebouwd uit betonnen liggers. De viaducten werden in hun functionele tijd nog gerenoveerd.

## Nieuwe situatie (2014-)
Toen eenmaal besloten was de Gaasperdammerweg van bovengronds naar ondergronds te verplaatsen was het gedaan met drie van de vier bruggen. Bruggen 1085 en 1086 en brug 223P stonden bij de bouwwerkzaamheden in de weg en werden afgebroken. Omdat de weg in de Gaasperdammertunnel werd gelegd ontstond een brede bouwgoot. Tijdens de werkzaamheden was er geen verbinding meer voor voetgangers en fietsers tussen twee delen Zuidoost. Zodra de tunnel de fase van afbouw naderde werd een nieuwe kruising aangelegd. Daarbij kwam de doorvoer van het voet- en fietspad niet meer onder de weg, maar werd erop gelegd. Komend vanuit Nelson Mandelapark kijken verkeerdeelnemers tegen een hoog dijklichaam aan, mede omdat het park zelf juist laag ligt. Om de afwatering goed te regelen kwam er ten noorden van de tunnelbuis een grote vijver te liggen. De oorspronkelijke doorgang kon in het geheel niet meer gebruikt worden; het pad werd een paar meter westelijk gelegd en er was een bouwwerk nodig dat zowel het hoogteverschil kon opheffen als ook de vijver oversteken. 
Voor de nieuwe verkeerssituatie was Rijkswaterstaat verantwoordelijk, want er was geen verbinding meer met stadswegen ter hoogte van het nieuwe pad. Half mei 2020 werd begonnen met het klaarmaken van de bouwterreinen en niet veel later begonnen de heiwerkzaamheden en het plaatsen van buispalen. Omdat hier nooit een brug had gelegen moesten er ook betonnen landhoofden geplaatst worden. Tevens moest ruimte gemaakt worden voor de vijf brugpijlers in de vorm van kolommen. Die kolommen hebben een doorsnee van 1,20 meter en zijn circa twintig meter lang. De brug werd circa 126 meter lang en zes meter breed. De lengte had deels te maken met de benodigde matige hellingshoek voor voetgangers en fietsers. Bij de start van de werkzaamheden (mei 2020) werd rekening gehouden met oplevering in het voorjaar van 2021. De werkzaamheden duurden iets langer, de brug kon op 11 augustus 2021 geopend worden. De brug is ontworpen door Mecanoo, die ook verantwoordelijk is voor de andere bruggen in het park, maar dan tien jaar eerder.

## Naamgeving
Op 16 januari 2023 besloten Burgemeester en wethouders van Amsterdam de brug een andere naam te geven, de Yaa Adu-Ampomabrug; een vernoeming naar Nana Yaa Adu-Ampoma. 